# Volcán Domuyo
El Domuyo es un estratovolcán ubicado en la Cordillera del Viento, en el norte de la provincia patagónica de Neuquén, en el sudoeste de la Argentina. Con una altura de 4707 m s. n. m. es la montaña más alta de la Patagonia. Su nombre es de origen mapuche y significa que tiembla y rezonga, debido probablemente a su actividad geotermal.
El área de turismo del Neuquén, habitualmente lo cataloga como un «cerro con actividad volcánica y entorno de manifestaciones termales», al no poseer estructura de volcán, pues carece de chimenea central.
Es recomendable tener preparación física y técnica para intentar su ascensión. Desde su imponente altura es posible apreciar la Cordillera Sur de la provincia de Mendoza, el noroeste neuquino y el vecino país de Chile, y volcanes como el Copahue, Antuco, Sierra Velluda, Nevados de Chillán, Tromen y los cerros Campanario y Sierra Nevada.
Sus laderas se caracterizan por una gran cantidad de solfataras, con surgentes de aguas calientes y géiseres que se pueden vislumbrar. Se puede visitar transitando la famosa Ruta Nacional 40, desde Chos Malal, y luego la Ruta Provincial 43, pasando por Las Ovejas.